# Борак (Омиш)
Борак је насељено место у саставу града Омиша, Сплитско-далматинска жупанија, Република Хрватска.

## Историја
До територијалне реорганизације у Хрватској налазио се у саставу старе општине Омиш.

## Становништво
На попису становништва 2011. године, Борак је имао 158 становника.
| Број становника по пописима | Број становника по пописима | Број становника по пописима | Број становника по пописима | Број становника по пописима | Број становника по пописима | Број становника по пописима | Број становника по пописима | Број становника по пописима | Број становника по пописима | Број становника по пописима | Број становника по пописима | Број становника по пописима | Број становника по пописима | Број становника по пописима | Број становника по пописима |
| --------------------------- | --------------------------- | --------------------------- | --------------------------- | --------------------------- | --------------------------- | --------------------------- | --------------------------- | --------------------------- | --------------------------- | --------------------------- | --------------------------- | --------------------------- | --------------------------- | --------------------------- | --------------------------- |
| 1857                        | 1869                        | 1880                        | 1890                        | 1900                        | 1910                        | 1921                        | 1931                        | 1948                        | 1953                        | 1961                        | 1971                        | 1981                        | 1991                        | 2001                        | 2011                        |
| 0                           | 0                           | 133                         | 144                         | 141                         | 150                         | 0                           | 0                           | 175                         | 153                         | 193                         | 138                         | 178                         | 135                         | 145                         | 158                         |

Напомена: У 1857, 1869, 1921. и 1931. подаци су садржани у насељу Омиш.

### Попис1991.
На попису становништва 1991. године, насељено место Борак је имало 135 становника, следећег националног састава:
| Попис 1991.‍  | Попис 1991.‍  | Попис 1991.‍ | Попис 1991.‍ | Попис 1991.‍ |
| ------------ | ------------ | ----------- | ----------- | ----------- |
|              |              |             |             |             |
| Хрвати       | Хрвати       |             | 133         | 98,51%      |
| Мађари       | Мађари       |             | 1           | 0,74%       |
| регион. опр. | регион. опр. |             | 1           | 0,74%       |
| укупно: 135  |              |             |             |             |